# Heteronyx lindi
Heteronyx lindi är en skalbaggsart som beskrevs av Blackburn 1888. Heteronyx lindi ingår i släktet Heteronyx och familjen Melolonthidae. Inga underarter finns listade i Catalogue of Life.